# Talia al Ghul
Talia al Ghul (tiếng Ả Rập: تاليا الغول, còn được gọi là Talia Head) là tên của một nhân vật phản diện đôi khi là phản anh hùng trong loạt truyện tranh xuất bản bởi DC Comics. Nhân vật này được tạo ra bởi Dennis O'Neil, Bob Brown, và Dick Giordano và xuất hiện lần đầu trong Detective Comics #411 (tháng 5, 1971). Talia al Ghul là con gái của trùm tội phạm Ra's al Ghul, từng là người tình cũ của Batman rồi sau đó lại đối đầu với anh.

## Tiểu sử
Trong lần đầu tiên xuất hiện, Batman đã cứu Talia khỏi tay Tiến sĩ Darrk, được biết đến là thủ lĩnh của League of Assassins (Liên minh Sát thủ). Nhưng sau đó họ phát hiện ra hội này do cha cô, Ra's al Ghul, đứng đầu, Darrk đã trở mặt với Ra's sau khi không hoàn thành nhiệm vụ được giao. Cuối cùng, cô đã giết Darrk và cứu sống Batman.
Một lần khác, Dick Grayson (Robin thứ nhất) bị bắt cóc. Ra's al Ghul đã đột nhập vào Batcave, nói với Batman rằng hắn đã biết được danh tính thật của anh và nói thêm cả Talia cũng bị bắt cóc cùng Dick. Batman ngay lập tức theo Ra's đi tìm Talia và Dick; nhưng cuối cùng mọi chuyện hóa ra là Talia đem lòng yêu Batman và Ra's dựng lên màn kịch này để thử thách Batman xem anh có xứng đáng làm chồng của Talia và làm người kế nhiệm hắn hay không. Mặc dù từ chối lời đề nghị của Ra's, nhưng Batman vẫn đáp lại tình cảm của Talia.
Kể từ đó, Talia luôn gặp phải những rắc rối khi rơi vào tình huống tiến thoái lưỡng nan phải lựa chọn giữa trung thành với cha mình và tình yêu với Batman. Cô luôn ở bên Batman trong những thời khắc quan trọng và âm thầm giúp đỡ anh, họ còn có một người con trai với nhau tên là Damian Wayne (Robin thứ năm). Talia có một tình yêu mãnh liệt với Batman và luôn muốn chiếm anh làm của riêng, vì thế có lần Talia đã vạch ra kế hoạch lợi dụng Zatanna để xóa các ký ức của Catwoman (người cũng yêu Batman) về anh nhưng bất thành. Sau khi mối tình giữa họ tan vỡ thì Talia cũng trở thành một trong những kẻ thù mạnh nhất mà Batman phải đối mặt. Talia nằm trong số những người hiếm hoi biết được thân phận thật sự của Batman, nhưng cô chưa bao giờ tiết lộ ra ngoài.
Talia al Ghul thường sử dụng kiếm làm vũ khí, cô là một người rất thông minh và có võ công cao cường. Ngoài ra cô có khả năng sử dụng Lazarus Pit kế thừa từ Ra's al Ghul để tự phục hồi vết thương. Cô là thành viên của League of Assassins, sau đó thay thế cha cô lên làm thủ lĩnh, và tổ chức tội phạm khét tiếng Secret Society of Super Villains. Ngoài ra cô là đầu não đứng sau tổ chức Leviathan.

## Ngoài truyện tranh
Talia al Ghul xuất hiện trong nhiều phim hoạt hình, phim điện ảnh, và game về đề tài Batman. Đáng chú ý nhất là trong phim bom tấn The Dark Knight Rises của đạo diễn Christopher Nolan năm 2012, Talia được thể hiện bởi minh tinh người Pháp Marion Cotillard. Ngoài ra cô còn có mặt trong tựa game nổi tiếng Batman: Arkham City.

## Ảnh hưởng văn hóa
IGN xếp Talia al Ghul thứ 42 trong danh sách "Top 100 siêu tội phạm mọi thời đại trong thế giới truyện tranh" ("Top 100 Comic Book Villains of All Time") năm 2009. Cô cũng xếp thứ 25 trong danh sách "Top 100 nhân vật nữ gợi cảm nhất trong thế giới truyện tranh" ("100 Sexiest Women in Comics") của Comics Buyer's Guide.